# Llista de peixos d'Indiana

Localització d'Indiana als Estats Units

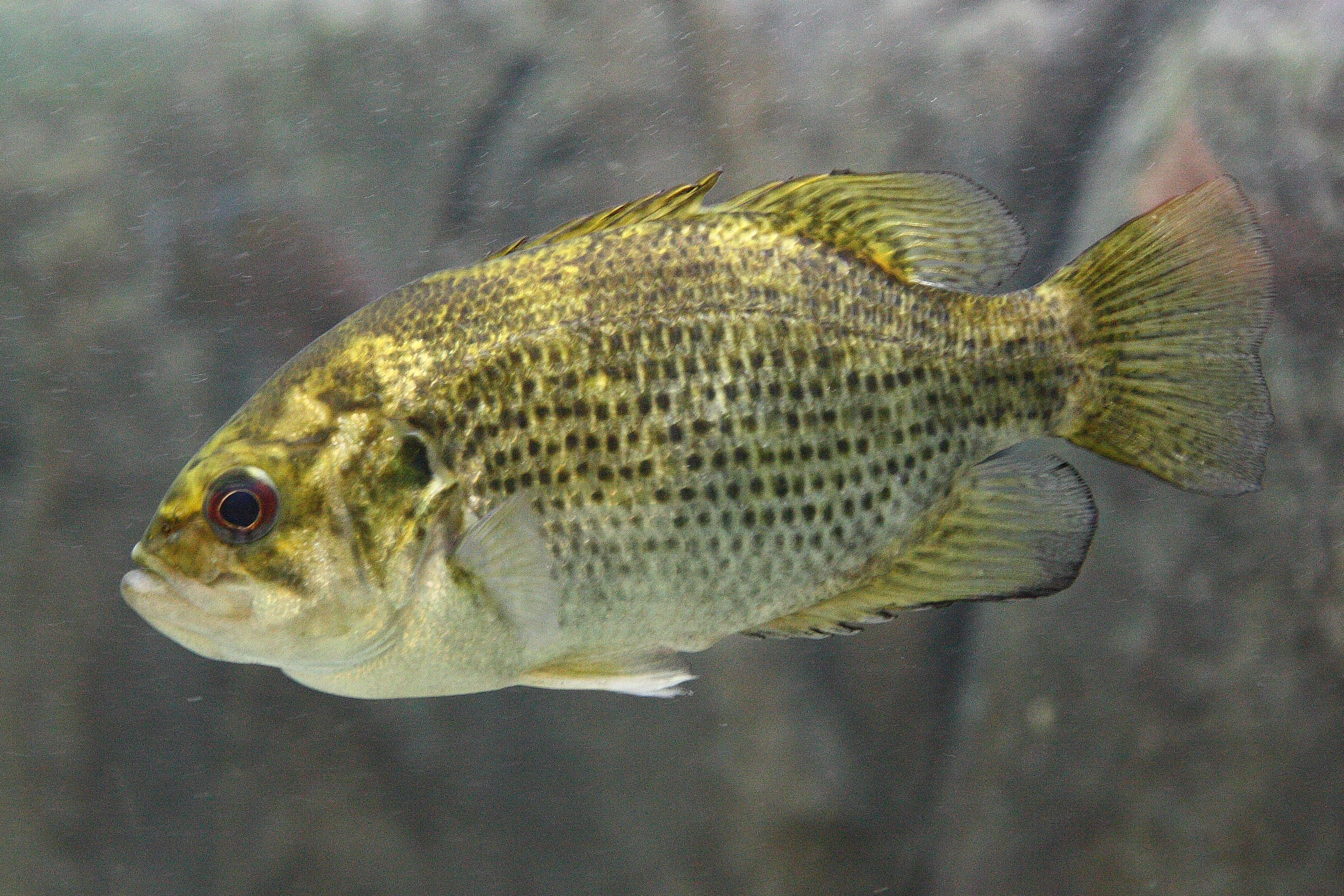
Ambloplites rupestris

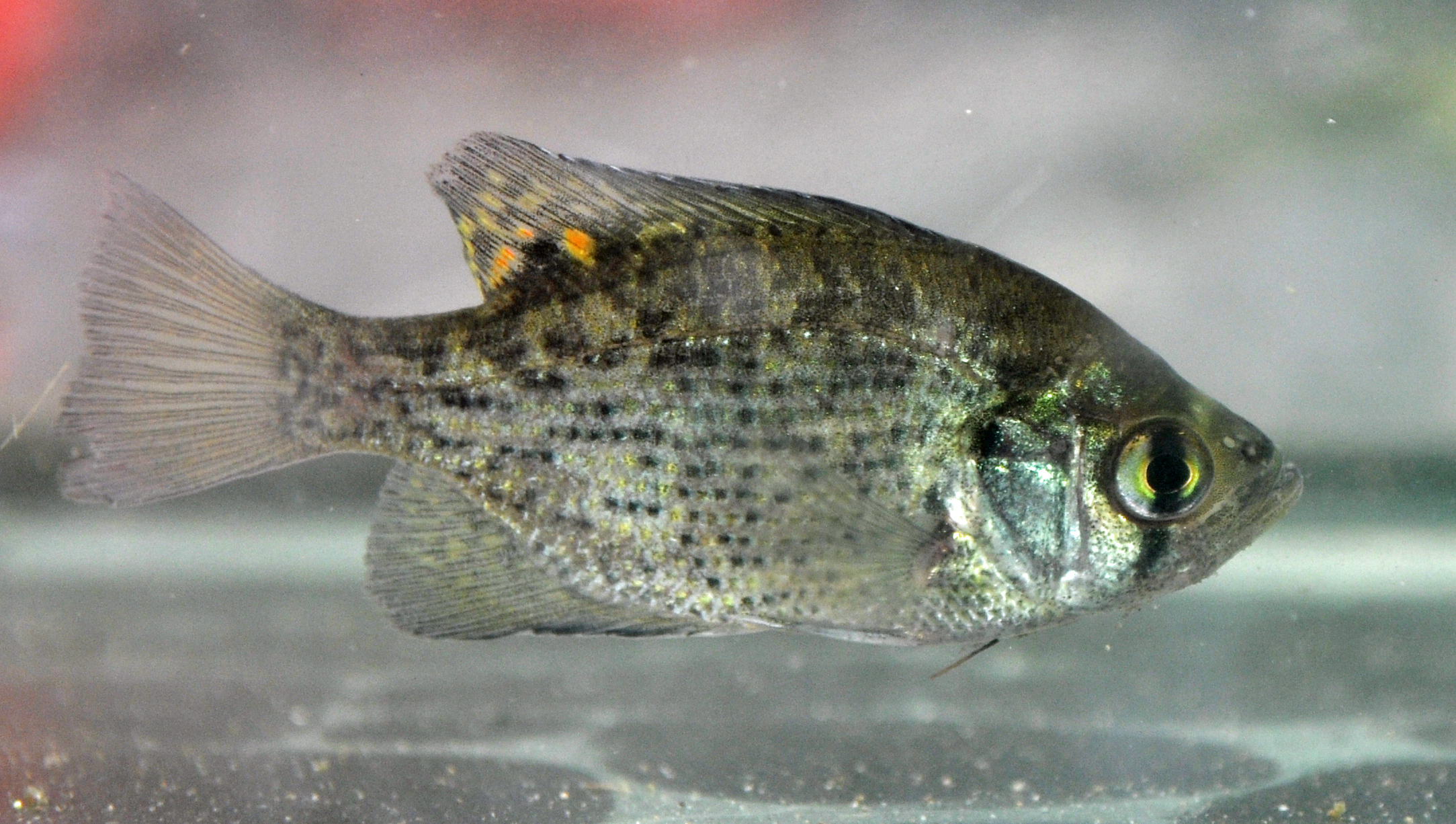
Centrarchus macropterus

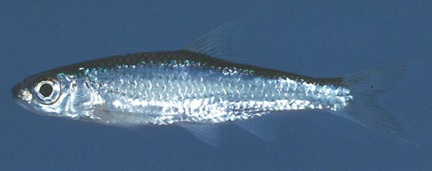
Notropis ariommus

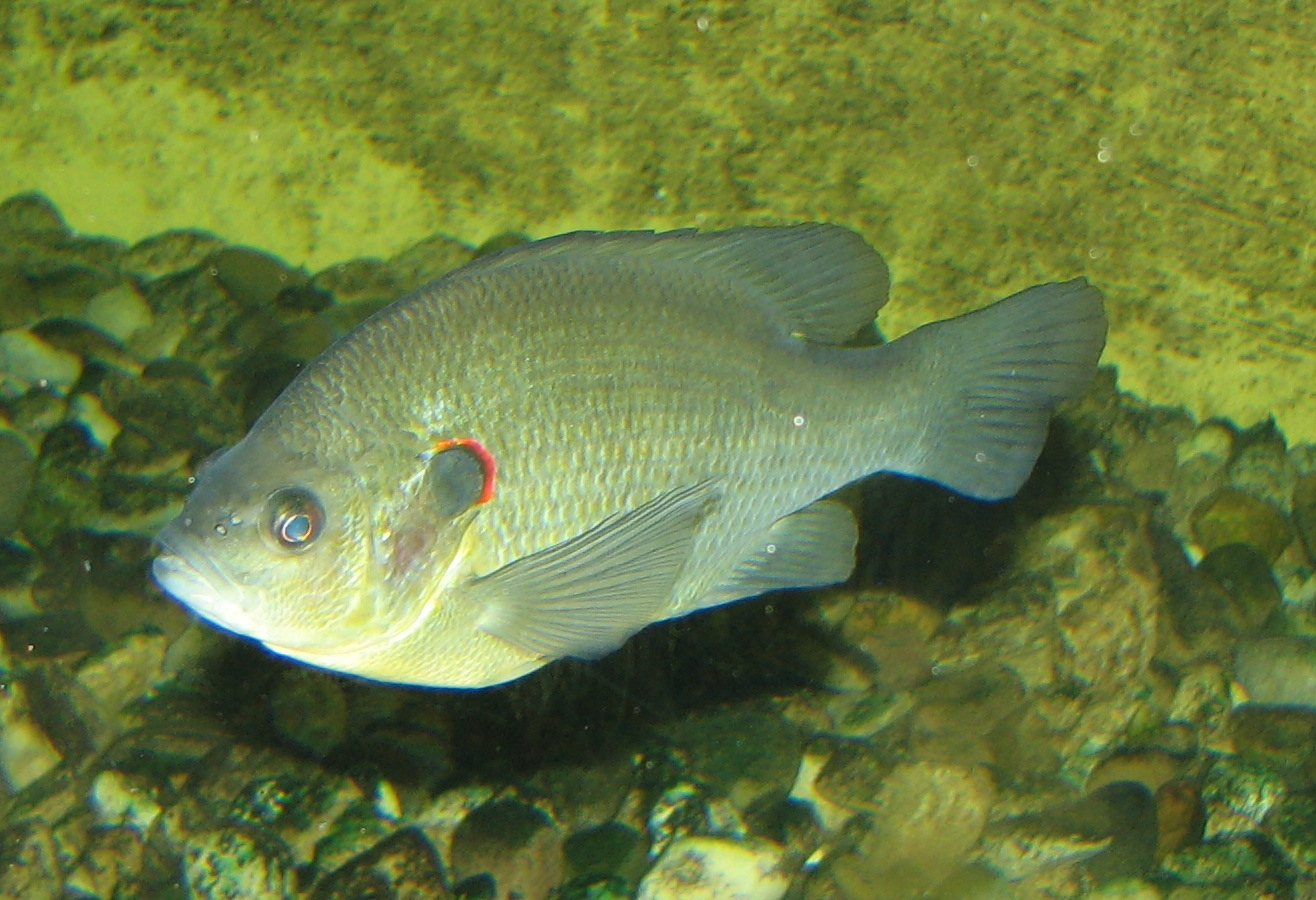
Lepomis microlophus

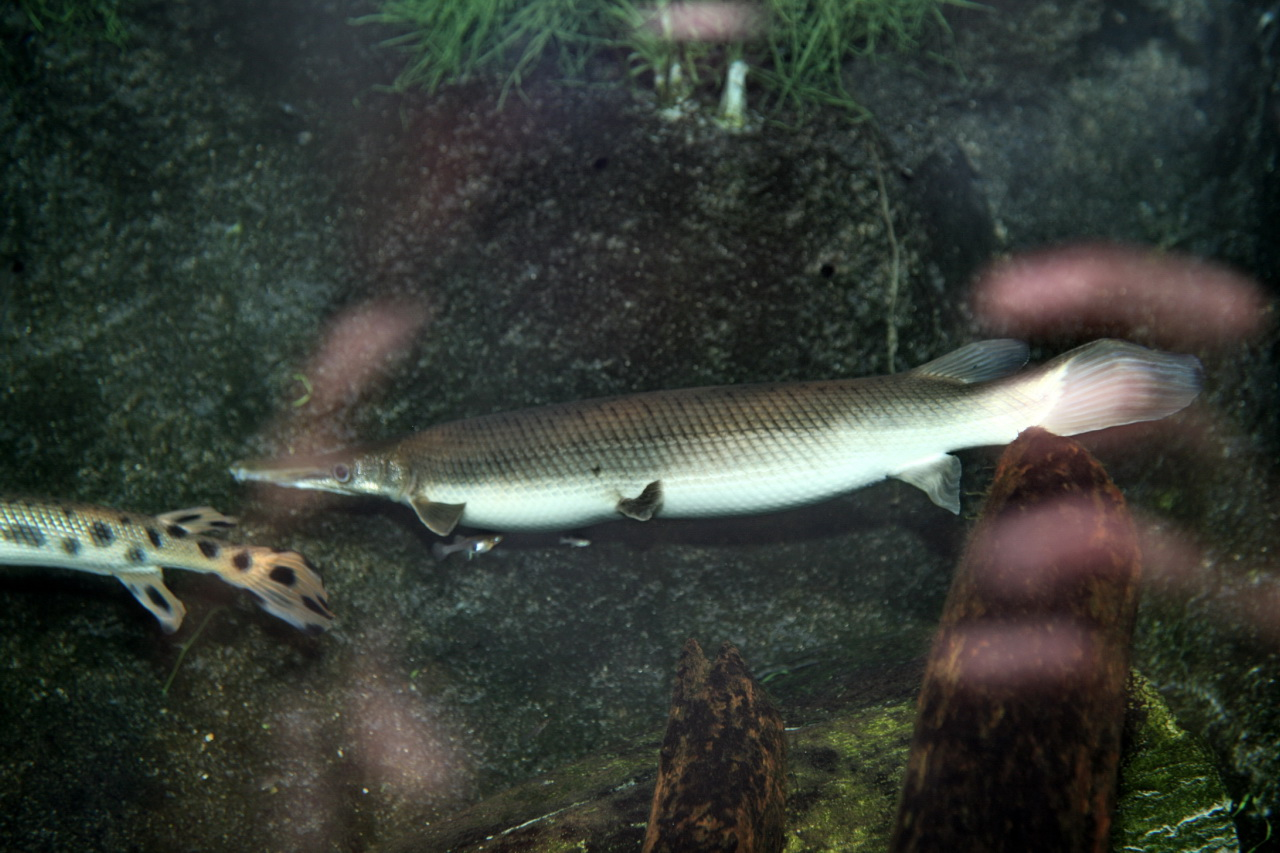
Lepisosteus platostomus

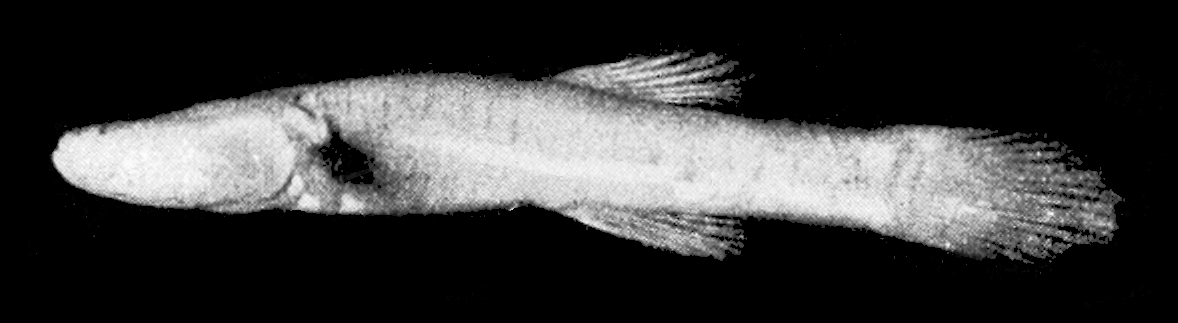
Typhlichthys subterraneus

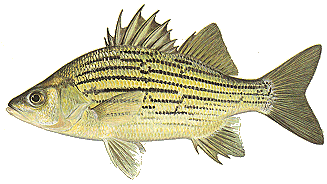
Morone mississippiensis

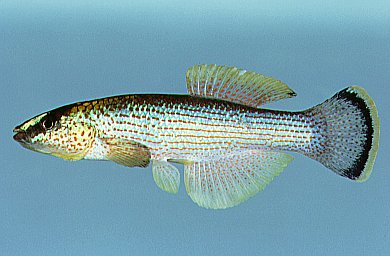
Fundulus catenatus

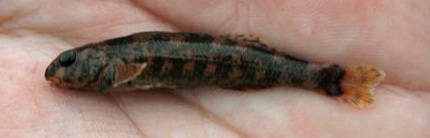
Etheostoma histrio

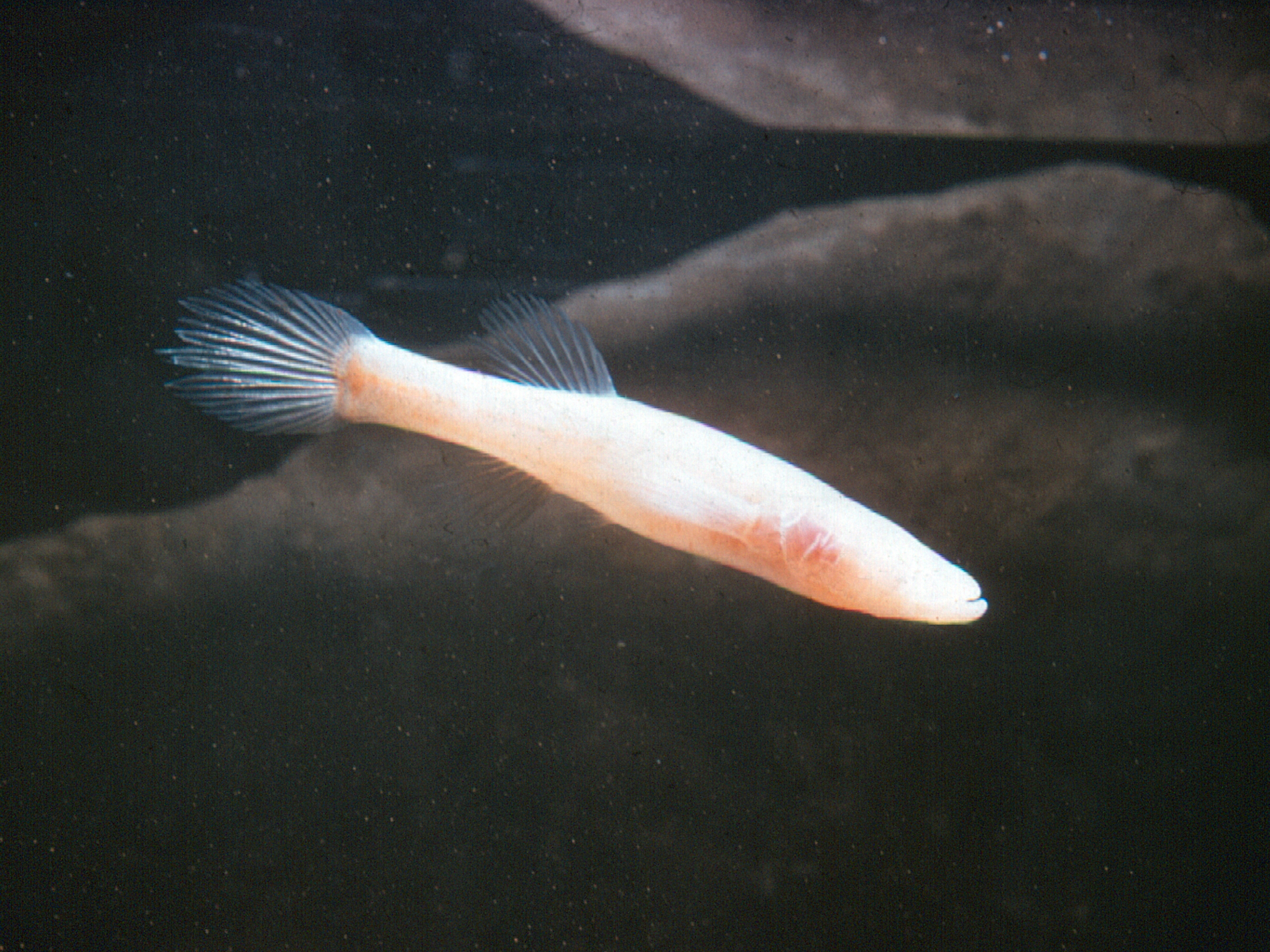
Amblyopsis spelaea

Aquesta llista de peixos d'Indiana inclou 38 espècies de peixos que es poden trobar actualment a Indiana (Estats Units) ordenades per l'ordre alfabètic de llurs noms científics.

## A
- Ambloplites rupestris[1]
- Amblyopsis hoosieri[2]
- Amblyopsis spelaea

## C
- Centrarchus macropterus
- Clinostomus elongatus
- Cottus carolinae
- Crystallaria asprella
- Culaea inconstans
- Cyprinella lutrensis

## D
- Dorosoma petenense

## E
- Elassoma zonatum
- Ericymba buccata
- Erimystax dissimilis
- Etheostoma histrio
- Etheostoma maculatum
- Etheostoma microperca
- Etheostoma squamiceps
- Etheostoma tippecanoe
- Etheostoma variatum
- Etheostoma zonale

## F
- Fundulus catenatus

## G
- Gambusia affinis

## H
- Hybognathus hayi
- Hypophthalmichthys molitrix

## I
- Ichthyomyzon bdellium
- Ichthyomyzon fossor

## L
- Lepisosteus platostomus
- Lepomis microlophus
- Lepomis miniatus
- Lepomis peltastes
- Lythrurus fumeus

## M
- Morone mississippiensis

## N
- Notropis ariommus

## P
- Percina evides
- Percina sciera[3]
- Percina vigil
- Pungitius pungitius[4]

## T
- Typhlichthys subterraneus[5]